# 惠倫 (明尼蘇達州)
惠倫（英語：Whalan）是一個位於美國明尼蘇達州菲爾莫爾縣的城市。

## 人口
根據2020年美國人口普查的數據，惠倫的面積為1.18平方千米，當中陸地面積為1.11平方千米，而水域面積為0.07平方千米。當地共有人口67人，而人口密度為每平方千米57人。